# Venezuela i panamerikanska spelen
Venezuela i panamerikanska spelen styrs av Venezuelas Olympiska Kommitté i de panamerikanska spelen. Nationen deltog första gången i de panamerikanska spelen 1951 i Buenos Aires.
De venezolanska idrottarna har vunnit 575 medaljer, varav 93 guldmedaljer.